# Eero Järnefelt (diplomate)
Cet article concerne le diplomate Eero Järnefelt. Pour le peintre, voir Eero Järnefelt.
Eero Järnefelt (né le 3 mai 1888 à Saint-Pétersbourg – 28 janvier 1970 à Helsinki) est un diplomate finlandais . 

## Biographie
Eero Järnefelt naît à Saint-Pétersbourg dans la Famille Järnefelt, fils d'Arvid Järnefelt et Emilia Fredrika Parviainen. 
Eero Järnefelt est élève du Lycée Ressu puis il obtient une licence de l'Université d'Helsinki en 1909.
De 1914à 1920, Eero Järnefelt est journaliste pour Helsingin Sanomat, puis il entre au ministère des Affaires étrangères.  
Eero Järnefelt est chargé d'affaires à Moscou en 1921 et à nouveau de 1921 à 1922. 
Eero Järnefelt est secrétaire permanent du ministère des Affaires étrangères de 1933 à 1934, puis envoyé à Washington, DC 1934–1938, Cuba 1934–1938, Rome 1938–1940 et Athènes 1938–1940 et Varsovie de 1945 à 1955 (à partir de 1954 avec le titre d'ambassadeur). 
Il est mort, âgé de 81 ans, à Helsinki.